# Oscar Bremberg
Frans Oscar Bremberg (i riksdagen kallad Bremberg i Morön, senare Bremberg i Stockholm), född den 29 januari 1846 i Fjelie i Malmöhus län, död den 17 januari 1908 i Stockholm, var en svensk jägmästare och riksdagsman.
Bremberg var ledamot av första kammaren i Sveriges riksdag 1894–1903 och 1906–1908.